# Radio KIF
Pour les articles homonymes, voir Kif.
K.I.F est une station de radio belge diffusant ses programmes en FM et en DAB+ à Bruxelles et dans toute la région, à Namur, ainsi qu'en streaming via Internet dans le monde entier.
K.I.F programme principalement le format musical Hip-Hop, rap & Rn'B.

## Historique

### 2006: création de la radio
Création de l'ASBL Dune Urbaine composée de 7 administrateurs  en vue de la création d'une nouvelle radio nommée Radio KIF.

### 2008: reconnaissance officielle
La ministre chargée de l'audiovisuel en Belgique lance le plan de fréquence 2008 pour les radios privés de la Communauté française de Belgique. 
Elle obtient l'autorisation d'émettre sur la bande FM à Bruxelles. Des modifications sont alors apportées à l'antenne pour basculer sur la nouvelle fréquence officielle le 8 août 2008, fréquence occupée par Radio Ciel (Groupe IPM) jusque-là.

### 2009: première nocturne belge
La première nocturne du rap belge est organisée le 12 juin 2009 où les rappeurs belges sont venus se produire en direct à la radio toute une nuit avec comme invités : Daddy-K, Scylla, Stromae, Gandhi, Pablo Andres, Fléo, Beretta, Vokal, Bd Banx, etc.

### 2018: dissolution de l'association Dune Urbaine
Le Tribunal de Première Instance de Bruxelles prononce la dissolution de l'ASBL Dune Urbaine, publiée aux annexes du Moniteur belge du 26 mars 2018, le Collège d'autorisation et de contrôle (CAC) du CSA constate la caducité du titre d'autorisation délivré pour la diffusion du service "Radio K.I.F" le 12 juillet 2018.

### 2019: K.I.F fait son retour sur les ondes
Le 16 juillet 2019, après plus d'un an d'absence sur les ondes, le Conseil supérieur de l'audiovisuel donne son autorisation à K.I.F d'émettre à nouveau en FM et en DAB+ sous la gestion de la nouvelle ASBL intitulée « MediaZone », avec une direction qui se compose de trois administrateurs.

### 2024: K.I.F fusionne avec Radio Studio One à Namur
Le Conseil supérieur de l'audiovisuel donne son autorisation à MediaZone, éditeur de K.I.F, d'émettre à Namur après la fusion avec Radio Studio One  sur la fréquence 107.1 FM et en DAB+.

## Identité de la station

### Signification et identité de K.I.F
K.I.F vient du terme « kiffer » qui veut dire « aimer, apprécier » dans le milieu urbain.
En été 2019, La station abandonne son ancienne appellation « Radio K.I.F » pour l'appellation simple de « K.I.F ».

### Slogan
Avant juillet 2018, son slogan était « The Street radio ». En 2019, son slogan est « Hip-Hop & RnB Non Stop! ».

## Objectifs
L'objectif de l'ASBL MediaZone - éditeur de K.I.F - est multiple : 
- produire des émissions en interne
- mettre en avant des artistes belges
- former de nouveaux animateurs, journalistes etc.